# 乌尼 (基洛夫州)
乌尼（羅馬化：Uni）是俄罗斯基洛夫州的市级镇、乌尼区行政中心，位于维亚特卡河流域内基利梅济河支流伦蓬河上游地区，另有一条小河乌宁卡河流经该地；地处基洛夫州东南部，在州府基洛夫东南方。
该地2021年人口有3,930人；2010年人口4,592；2002年人口4,916；1989年人口5,051。